# IATAN
International Airlines Travel Agent Network (IATAN) este o asociație cu sediul în Miami în SUA, care reprezintă interesele companiilor membre (companii aeriene) și ale rețelei de distribuție de călătorii din SUA (agenții de turism). Este un departament independent al Asociației Internaționale de Transport Aerian (IATA). 
În plus, acesta (împreună cu IATA) este organismul responsabil pentru codurile internaționale standard pentru companiile aeriene, aeroporturi, hoteluri, orașe și firme de închiriere de mașini (de exemplu, codurile din trei caractere care desemnează Aeroportul London Heathrow ca LHR). Aceste coduri oferă o metodă de a lega rețeaua internațională de călătorii cu furnizorii internaționali.